# Вретхаммар, Сильвия
Ева Сильвия Вретхаммар (швед. Eva Sylvia Vrethammar; род. 22 августа 1945, Уддевалла, Швеция) — шведская поп- и джазовая певица.

## Биография
Сильвия Вретхаммар родилась в городе Уддевалла в семье Харальда и Бритты Вретхаммаров. Её мать была преподавателем игры на фортепиано.
Самой известной песней Сильвии Вретхаммар является «Y Viva España» (1974), достигшая #4 в UK Singles Chart в сентябре 1974 года. Сингл разошёлся тиражом более миллиона копий и стал «золотым». В Великобритании певица была известна как Сильвия.
Сильвия Вретхаммар пять раз принимала участие в шведском Melodifestivalen (отборочном конкурсе на Евровидение), в том числе в 2002 году с песней «Hon är en annan nu» и в 2013 году, где в полуфинале исполнила песню «Trivialitet», однако заняла лишь седьмое место.

## Дискография
- 1969 — Tycker om dej
- 1970 — Sylvia
- 1971 — Dansa samba med mej
- 1972 — Gamla stan
- 1973 — Jag sjunger för dej
- 1973 — Eviva España
- 1974 — Sylvia & Göran på Nya Bacchi (with Göran Fristorp)
- 1975 — Stardust & Sunshine
- 1976 — Somebody loves you
- 1977 — Mach das nochmal
- 1977 — Leenden i regn
- 1979 — Chateau Sylvia
- 1980 — In Goodmansland
- 1985 — Rio de Janeiro blue
- 1990 — Öppna dina ögon
- 1992 — Ricardo
- 1999 — Best of Sylvia
- 2002 — Faller för dig
- 2005 — Sommar! Samba! Sylvia!
- 2006 — Champagne
- 2009 — Te quiero (сборник)
- 2013 — Trivialitet